# Мусталампи
Мусталампи — озеро на территории Ребольского сельского поселения Муезерского района Республики Карелия.

## Общие сведения
Площадь озера — 0,8 км², площадь водосборного бассейна — 9,8 км². Располагается на высоте 181,2 метров над уровнем моря.
Форма озера лопастная, продолговатая: вытянуто с севера на юг. Берега каменисто-песчаные.
С восточной стороны озера вытекает безымянный ручей, впадающий в Лексозеро, откуда через реки Сулу и Лендерку воды в итоге попадают в Балтийское море.
С запада от озера проходит дорога местного значения 86К-174 («Реболы — Лендеры — госграница»).
Код объекта в государственном водном реестре — 01050000111102000010243.